# Filips I van Hessen
Filips I van Hessen, bijgenaamd Filips de Grootmoedige (Marburg, 13 november 1504 – Kassel, 31 maart 1567) was landgraaf van Hessen. Hij was een van de belangrijkste vorsten van de Reformatie in het Rooms-Duitse Rijk.

## Familie
Filips was afkomstig van het vorstenhuis Hessen, een afscheiding van het hertogdom Thüringen. Zijn vader was de Hessische landgraaf Willem II en zijn moeder Anna van Mecklenburg-Schwerin. Toen zijn vader stierf aan syfilis, was Filips minderjarig; zijn moeder bekwam van de Rooms-Duitse keizer Maximiliaan van Oostenrijk dat Filips meerderjarig werd verklaard. Volgens tijdgenoten was de jonge Filips intelligent en welbespraakt en verliep het manoeuvre van meerderjarigheid vlot.

## Maarten Luther
In 1521 ontmoette Filips Maarten Luther voor de eerste maal. Filips' houding ten opzichte van zijn ideeën was eerst twijfelend maar toch geïnteresseerd. In 1525 sloeg hij samen met zijn schoonvader Georg van Saksen de Duitse boerenopstand neer, waar ook Luther zich tegen keerde. In 1527 stichtte Filips in Marburg de eerste protestantse universiteit ter wereld, naar hem vernoemd. In 1529 werden de eerste liturgische handboeken volgens het lutheranisme in Hessen verdeeld. Filips zou een van de machtige leiders worden van het Schmalkaldisch Verbond en gekant blijven tegen de autoriteit van de Rooms-Duitse keizer Karel V. Ondertussen vocht hij ook nog de Katzenelnbogische Successieoorlog uit met Willem I van Nassau-Dillenburg (vader van Willem van Oranje).

## Bigamie
Filips huwde in 1523 met de Saksische prinses Christina van Saksen, dochter van Georg van Saksen. Zij hadden tien kinderen. Daarnaast trad hij in 1540 in het huwelijk met Marguerite van der Saale (1522–1566), bij wie hij negen kinderen had. Deze familiale situatie werd uitgebuit door katholieke theologen en door keizer Karel V om het lutheranisme en in het bijzonder Filips te doen kelderen in de publieke opinie.

## Gevangenschap
In 1547 slaagde keizer Karel V er eindelijk in Filips militair te verslaan in de Slag bij Mühlberg. Hoewel de landgraaf eerst de Schmalkaldische Oorlog met de moed der wanhoop nog wilde doorzetten, onderhandelde hij uiteindelijk een overgave. Nadat hem was gegarandeerd dat hij niet in eeuwige hechtenis zou worden gehouden, kwam hij een voetval maken voor de keizer. Deze liet hem prompt opsluiten, aanvoerend dat er niets was beloofd over tijdelijke hechtenis. Een geheime verklaring veroordeelde Filips tot vijftien jaar gevangenschap. Een poging om hem in december 1550 te bevrijden uit zijn gevangenis in Mechelen, liep uit op een schietpartij en mislukte. Bedreigd met foltering, verklikte Filips de namen van de betrokkenen. Hij kreeg voortaan een vensterloze cel toegewezen zonder dienaars of mogelijkheden tot bezoek. Na vier jaar gevangenschap kwam hij in 1551 vrij dankzij het Verdrag van Passau. 
Filips stierf in 1567. Zijn landgraafschap Hessen werd verdeeld onder zijn vier zonen:
- zijn oudste zoon Wilhelm IV kreeg Hessen-Kassel
- zijn tweede zoon Lodewijk IV kreeg Hessen-Marburg
- zijn derde zoon Filips II kreeg Hessen-Rheinfels
- zijn jongste zoon Georg I kreeg Hessen-Darmstadt.

## Voorouders
| Voorouders van Filips I van Hessen | Voorouders van Filips I van Hessen                                              | Voorouders van Filips I van Hessen                                              | Voorouders van Filips I van Hessen                                               | Voorouders van Filips I van Hessen                                               | Voorouders van Filips I van Hessen                                            | Voorouders van Filips I van Hessen                                            | Voorouders van Filips I van Hessen                                           | Voorouders van Filips I van Hessen                                           |
| ---------------------------------- | ------------------------------------------------------------------------------- | ------------------------------------------------------------------------------- | -------------------------------------------------------------------------------- | -------------------------------------------------------------------------------- | ----------------------------------------------------------------------------- | ----------------------------------------------------------------------------- | ---------------------------------------------------------------------------- | ---------------------------------------------------------------------------- |
| Overgrootouders                    | Lodewijk I van Hessen (1402-1458) ∞ Anna van Saksen (1420-1462)                 | Lodewijk I van Hessen (1402-1458) ∞ Anna van Saksen (1420-1462)                 | Lodewijk I van Württemberg-Urach (1412-1450) ∞ Mathilde van de Palts (1419-1482) | Lodewijk I van Württemberg-Urach (1412-1450) ∞ Mathilde van de Palts (1419-1482) | Hendrik IV van Mecklenburg (1417-1477) ∞ Dorothea van Brandenburg (1420-1491) | Hendrik IV van Mecklenburg (1417-1477) ∞ Dorothea van Brandenburg (1420-1491) | Erik II van Pommeren (1425–1474) ∞ Sophia van Pommeren-Stolp (-)             | Erik II van Pommeren (1425–1474) ∞ Sophia van Pommeren-Stolp (-)             |
| Grootouders                        | Lodewijk II van Neder-Hessen (1438-1471) ∞ Mathilde van Württemberg (1438-1495) | Lodewijk II van Neder-Hessen (1438-1471) ∞ Mathilde van Württemberg (1438-1495) | Lodewijk II van Neder-Hessen (1438-1471) ∞ Mathilde van Württemberg (1438-1495)  | Lodewijk II van Neder-Hessen (1438-1471) ∞ Mathilde van Württemberg (1438-1495)  | Magnus II van Mecklenburg (1441-1503) ∞ Sophia van Pommeren (1460-1504)       | Magnus II van Mecklenburg (1441-1503) ∞ Sophia van Pommeren (1460-1504)       | Magnus II van Mecklenburg (1441-1503) ∞ Sophia van Pommeren (1460-1504)      | Magnus II van Mecklenburg (1441-1503) ∞ Sophia van Pommeren (1460-1504)      |
| Ouders                             | Willem II van Hessen (1469-1509) ∞ Anna van Mecklenburg-Schwerin (1485-1525)    | Willem II van Hessen (1469-1509) ∞ Anna van Mecklenburg-Schwerin (1485-1525)    | Willem II van Hessen (1469-1509) ∞ Anna van Mecklenburg-Schwerin (1485-1525)     | Willem II van Hessen (1469-1509) ∞ Anna van Mecklenburg-Schwerin (1485-1525)     | Willem II van Hessen (1469-1509) ∞ Anna van Mecklenburg-Schwerin (1485-1525)  | Willem II van Hessen (1469-1509) ∞ Anna van Mecklenburg-Schwerin (1485-1525)  | Willem II van Hessen (1469-1509) ∞ Anna van Mecklenburg-Schwerin (1485-1525) | Willem II van Hessen (1469-1509) ∞ Anna van Mecklenburg-Schwerin (1485-1525) |
| Filips I van Hessen (1504-1567)    |                                                                                 |                                                                                 |                                                                                  |                                                                                  |                                                                               |                                                                               |                                                                              |                                                                              |

## Voetnoten
1. ↑  Geoffrey Parker, Emperor. A New Life of Charles V, 2019, p. 329
2. ↑  Geoffrey Parker, Emperor. A New Life of Charles V, 2019, p. 430

- Biblioteca Nacional de España: XX5186512
- Bibliothèque nationale de France: cb121186383 (data)
- Gemeinsame Normdatei: 11859382X
- International Standard Name Identifier: 0000 0001 1034 9538
- Library of Congress Control Number: n00060203
- Nationale Bibliotheek van Tsjechië: ola2014837380
- Nationale Bibliotheek van Israël: 987007299817305171
- Nationale Bibliotheek van Polen: a0000002787813
- Nederlandse Thesaurus van Auteursnamen: 297791087
- SNAC: w6md0djp
- Système universitaire de documentation: 029593549
- Trove: 1210008
- Virtual International Authority File: 804570
- WorldCat: E39PBJyH3tth4vp4R3yMQkdCwC